# Xavier Garcia i Pujades
Xavier Garcia i Pujades   (Vilanova i la Geltrú, 3 de setembre de 1950) és un periodista i escriptor català.
Fill de Xavier Garcia Soler i Teresa Pujades Elias, és autor de diversos llibres d'assaig històric, biografies i ecologia, i col·laborador de nombrosos mitjans de comunicació, escrits, radiofònics i televisius. De les seves publicacions destaquen els retrats literaris Homenets catalans (1976) i les tres sèries Homenots del sud (1994, 2004 i 2013), que va rebre, per la primera, el Premi Nacional de Periodisme el 1993; les biografies de personalitats de la cultura catalana com Biografia d'Esteve Fàbregas i Barri (1992), Relat biogràfic sobre la seva pedagogia i patriotismes (premi Ventura Gassol de relat biogràfic 1994), Esteve Albert i Joan Lluís, dos homes de la cutlura pirinenca (1995) i El meu Artur Bladé (1996); els assaigs Memòria de la Catalunya Nova, 1957-2000 (2001), Història i cultura local a Catalunya al segle XX (premi Rovira i Virgili 2001) i Dietari d'anar passant (2003, premi Sebastià Juan Arbó 2002); i els assaigs i crònica ecològica Devoradors de natura, devoradors per artifici (1988), La Catalunya nuclear (1990) i Greenpeace. Pau verda per al món (2003).
Guanyà el premi Xarxa d'assaig amb S. Vilanova i J. Reixach, el 1978, amb El combat ecologista a Catalunya (1979), que se situa en els inicis de la reivindicació ecologista contemporània. També ha publicat alguns llibres sobre cròniques de fets o semblances de personatges de Vilanova, com ara Vilanovin amb llustre o sense: els meus paisans (1971) i Vilanovins amb llustre o sense: els meus paisans 30 anys després (2001).

## Obres[3]
- Homenets Catalans. Barcelona: Pòrtic, 1976
- El Combat ecologista a Catalunya. Barcelona : Edicions 62, 1979 (autors: Xavier García, Jaume Reixac, Santiago Vilanova)
- Supervivència 2000 : accions mundials pel medi natural i humà. Barcelona: Pòrtic, 1983
- Per un apocalipsi controlable. Barcelona : Centre d'Estudis Joan Bardina, 1987
- Devoradors de natura devorats per l'artifici. Barcelona: El Llamp, 1988
- La Catalunya nuclear : la Ribera d'Ebre: centre d'una àmplia perifèria espoliada. Barcelona : Columna, 1990
- Biografia d'Esteve Fàbregas i Barri : l'escriptor, el creador, l'home. Barcelona : Selecta-Catalònia, 1992
- Homenots del sud. Tarragona : El Mèdol, 1994
- Esteve Albert i Joan Lluís, dos homes de cultura pirinenca. Lleida : Pagès, 1995
- Joan Guinjoan. Barcelona : Generalitat de Catalunya, Departament de Cultura : Proa, 1999
- Vilanovins amb llustre o sense : els meus paisans 30 anys després. Vilanova i la Geltrú : El Cep i la Nansa, 2001
- Història i cultura local a Catalunya al segle xx. Tarragona : El Mèdol, 2002
- Dietari d'anar passant : 1987-2002. Barcelona : Columna, 2002
- Greenpeace : pau verda per al món. Barcelona : Ciutat Vella, 2003
- Trenta anys de cultura ecològica a Catalunya : 1976-2006. Barcelona : La Busca, 2006
- La primera dècada de lluita antinuclear a Catalunya (1970-1980). Premi Jaume Ardèvol i Cabrer Jocs Florals de Torroja del Priorat 2007. Arxiu comarcal del Priorat, 2008
- Artur Bladé en la política i literatura catalanes del segle xx. Valls : Cossetània, 2009
- Heterodoxos europeus : 25 biografies de la consciència ecològica del segle xx. Lleida : Pagès, 2014
- Exilis. Estudis literaris sobre Artur Bladé. Arxiu Comarcal i Consell Comarcal de la Ribera d'Ebre, 2014 (autors: Sam Abrams, Xavier Garcia, Jordi Julià i Abraham Mohino)[4]
- El Sud de nou revisitat : 1985-2015. Valls : Cossetània, 2017
- Joan Montamat, una pagesia a la Ribera d'Ebre. Terres de l'Ebre : Editorial Petròpolis, 2022

## Premis[2]
- 1978: Premi Xarxa d'assaig amb S. Vilanova i J. Reixach per El combat ecologista a Catalunya
- 1993: Premi Nacional de Periodisme per Homenots del sud[5]
- 1994: Premi Ventura Gassol de relat biogràfic per Relat biogràfic sobre la seva pedagogia i patriotisme
- 2001: Premi Rovira i Virgili per Història i cultura local a Catalunya al segle XX[6]
- 2002: Premi Sebastià Juan Arbó per Dietari d'anar passant